# Jbel Ayachi
Jbel Ayachi (en árabe: جبل العياشي) es una de las montañas más altas de África del Norte, anclada en el Alto Atlas occidental en la parte central de Marruecos. Jbel Ayachi se eleva a 3.747m sobre el nivel del mar.
Aunque a menudo se describe como un único pico, Jbel Ayachi se refiere a un macizo montañoso de más de 20 kilómetros de diámetro. Conceptualmente un anillo, la región Ayachi alberga un lago estacional en su centro, y está rodeado por picos y pasos que a menudo superan los 3.000 metros de altitud.